# Michał Witkowski
Michał Witkowski (Wrocław, Polònia, 17 de gener de 1975) és un novel·lista polonès, reconegut en el gènere de la literatura homosexual.
Llicenciat en filologia polonesa per la Universitat de Wrocław, l'any 2001 va publicar la seua primera obra, Copyright, una col·lecció de relats curts.
El 2005 publica Lubiewo, una novel·la de temàtica queer que va arribar als 15.000 exemplars venuts. Amb aquest títol va rebre el premi Paszport Polityki i el premi Gdynia, i va ser nomenat per al premi Nike. Lubiewo és una obra controvertida, irònica i farcida de neologismes i al·lusions intertextuals (per exemple, a obres de Witold Gombrowicz, Pierre Choderlos de Laclos o Adam Mickiewicz). Va ser adaptada al teatre per Piotr Sieklucki, del Teatre Nou de Cracòvia.
Dos anys després publica una altra col·lecció de relats, denominada Fototapeta, a la qual va seguir Barbara Radziwiłłówna z Jaworzna-Szczakowej. La seua posterior obra, Margot, també va ser adaptada al teatre.
L'any 2011 publica Drwal (El llenyataire), una novel·la negra on es parodia a si mateix i al seu entorn a la vegada que descriu la Polònia actual.
La seua obra ha estat traduïda a l'alemany, anglès, català, castellà, neerlandès, finés, francès, rus, txec, lituà, ucraïnès i hongarès.

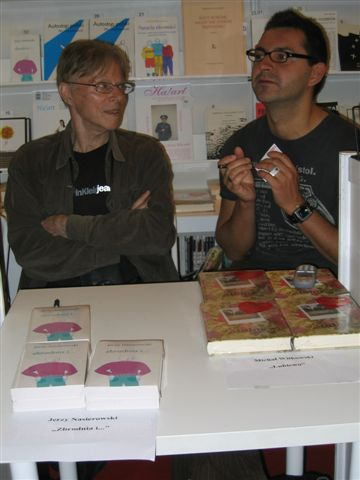
Michał Witkowski (dreta) junt a Jerzy Nasierowski, Fira Internacional del Llibre de Varsòvia, 21 de maig de 2006.

Per un altre costat, Witkowski és col·laborador de la revista cultural polonesa Ha!art.

## Carrera literària
- Copyright (2001). Wydawnictwo Zielona Sowa. ISBN 83-7220-247-8
- Lubiewo (2005). Korporacja ha!art. ISBN 83-89911-04-3
- Fototapeta (2006). Wydawn. W.A.B. ISBN 83-7414-159-X
- Barbara Radziwiłłówna z Jaworzna-Szczakowej (2007) Wydawn. "W.A.B." ISBN 978-83-7414-372-1
- Margot (2009) Wydawnictwo: "Świat Książki", ISBN 978-83-247-1745-3
- Drwal (2011) Wydawnictwo: "Świat Książki", ISBN 978-83-7799-483-2

Traduccions al català
- Witkowski, Michal; trad. de Marta Cedro i Guilerm Calaforra. El Llenyater [«Drwal»].  Barcelona: Raig Verd, 2013. ISBN 9788415539506.